# Cazalla de la Sierra

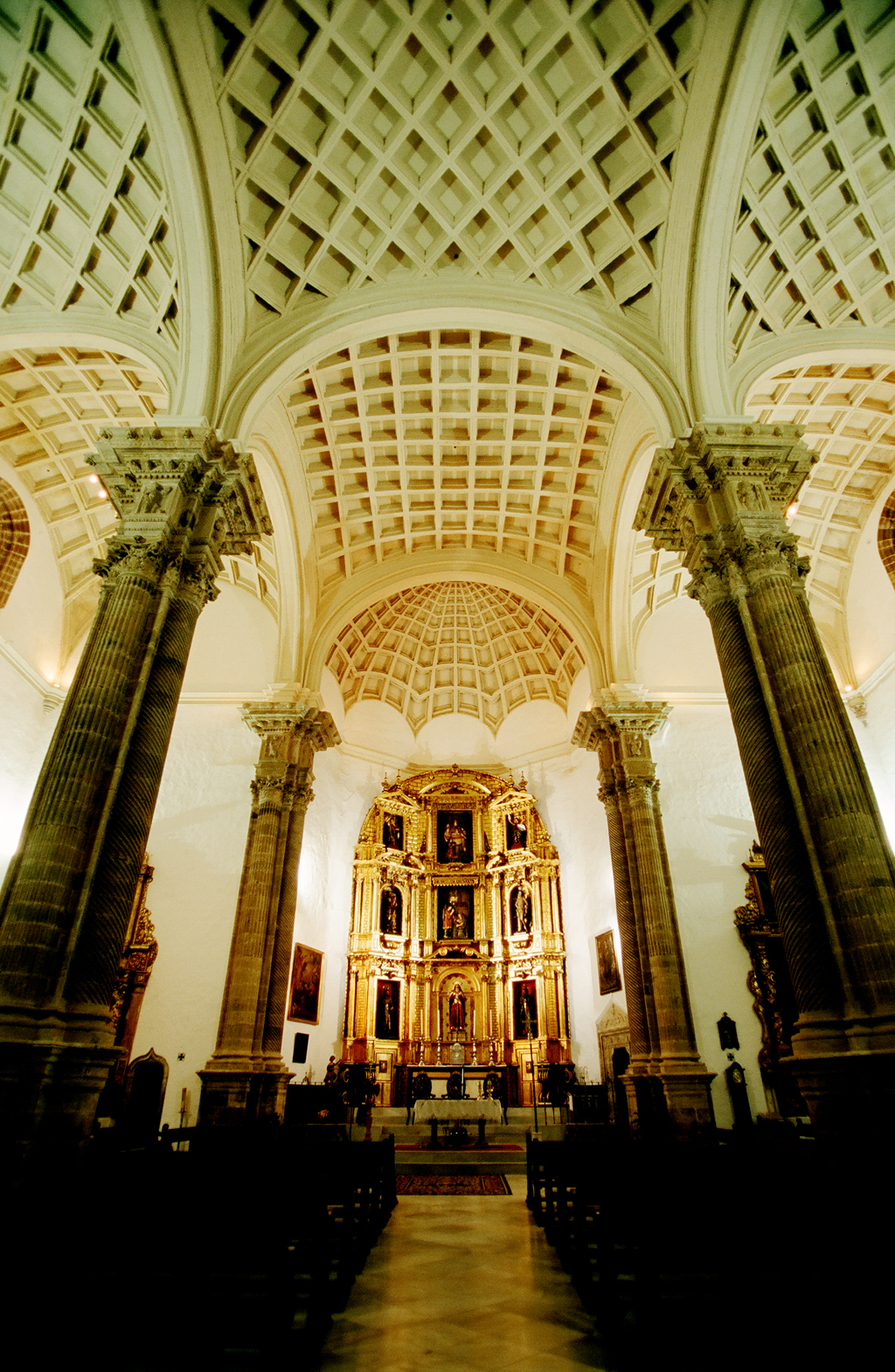
Pfarrkirche Nuestra Señora de la Consolación

Cazalla de la Sierra ist eine Gemeinde in der Provinz Sevilla in Spanien mit 4.629 Einwohnern (Stand: 2024). 

## Lage
Cazalla de la Sierra liegt in einer Höhe von ca. 580 m in den südöstlichen Ausläufern der Sierra Norte de Sevilla, einem Teil der Sierra Morena in der Autonomen Gemeinschaft Andalusien und ist ca. 80 km (Fahrtstrecke) von der Provinzhauptstadt Sevilla entfernt.

## Bevölkerung
| Jahr      | 1857  | 1900  | 1950   | 2000  | 2020  |
| Einwohner | 7.605 | 7.748 | 11.375 | 5.145 | 4.752 |

Der deutliche Rückgang der Einwohnerzahlen in der zweiten Hälfte des 20. Jahrhunderts ist im Wesentlichen auf den Rückgang der Arbeitsplätze in der Landwirtschaft wegen der zunehmenden Mechanisierung und der Aufgabe von bäuerlichen Kleinbetrieben („Höfesterben“) zurückzuführen.

## Wirtschaft
Landwirtschaft und Tourismus sind von Bedeutung. Die Gemeinde gehört zu den wichtigsten Touristenzielen im Norden der Provinz Sevilla.

## Geschichte
Die Besiedlung der Gegend reicht bis in die Jungsteinzeit und die Kupferzeit zurück. In der Römerzeit hieß der Ort Callentum und war für den Anbau von Wein bekannt. Zur Zeit von Al-Andalus hieß der Ort Kazala und hatte eine Festung (kasbah) von der noch Reste erhalten sind. Das Stadtrecht erhielt der Ort im Jahr 1916.

## Sehenswürdigkeiten
- Pfarrkirche Nuestra Señora de la Consolación[6]
- Benediktinerkloster/Hotel San Benito
- Franziskanerkloster[7]
- Kartäuserkloster (Cartuja)[8]
- Kloster Santa Clara[9]
- Kloster San Agustín[10]
- Sanktuarium Nuestra Señora del Monte[11]
- Einsiedelei Nuestra Señora del Carmen[12]

## Persönlichkeiten
- Manuel Barbadillo (1929–2003), Maler